# سيدي عبد الكريم
سيدي عبد الكريم هي قرية في إقليم سطات ضمن جهة الشاوية ورديغة بالغرب المغربي. كان مجموع عدد سكان الجماعة القروية سيدي عبد الكريم 8.903 نسمة.(تعداد السكان الرسمي 2004)